# Anodontium
Anodontium là một chi rêu trong họ Orthotrichaceae.